# 懷忠祠
懷忠祠，又稱十八義民祠，是一座位於臺灣彰化縣彰化市的祠堂，主祀十八義民，建築被列為縣定古蹟。

## 歷史沿革
- 清雍正九年（1731年）12月，道卡斯族大甲西社林武力結合樸仔籬等八社聚眾為亂，史稱大甲西社抗清事件。臺灣鎮總兵呂瑞麟率兵追討，屢屢敗退。淡水同知張宏章帶鄉勇巡莊，被原住民所阻，居民聞訊殺退敵軍，共有十八人陣亡。地方人士乃將義民葬於縣城西門外，墓碑題「十八義民之墓」。
- 清乾隆五十一年（1786）林爽文事件，縣城遭攻陷，懷忠祠遭破壞。
- 清道光年間，該祠已廢而墓塚猶存。
- 清光緒十四年（1888）彰化縣知縣李嘉棠將懷忠祠遷建於聖王廟南畔（即今日現址）。
- 民國74年11月27日經指定為第三級古蹟，民國82年完成修復。

## 建築藝術、古匾
懷忠祠建築為兩進三開間格局，正殿神龕前有二塊匾額，分別為「榮邁登瀛」、「舍生取義」，為清代的古匾。正殿供奉義民爺神位，上書「欽賜懷忠十八義民之神位」。

## 寺廟用途
主要祀祭十八義民：黃仕遠、黃展期、陳世英、陳世亮、湯邦連、湯仕麟、李伯壽、李任淑、賴德旺、劉志瑞、吳伴雲、謝仕德、江運德、廖時尚、盧俊德、張啟寧、周潮德及林東伯。

## 寺廟內景物
- 內堂
- 雕飾

## 資料來源
- 彰化縣文化局古蹟與歷史建築資訊網